# شربنه (بيدفوردشير)
شربنه (بالإنجليزية: Sharpenhoe)‏ هي قرية تقع في المملكة المتحدة في شرق انجلترا.